# Francine Peeters
Francine Peeters (23 februari 1957) is een voormalige Belgische atlete, die was gespecialiseerd in de lange afstand en het veldlopen. Zij nam eenmaal deel aan de Olympische Spelen en ze veroverde op twee verschillende onderdelen vier Belgische titels.

## Biografie
Francine Peeters was vooral bekend als veldloopster. Ze werd driemaal Belgisch kampioene en nam negenmaal deel aan de wereldkampioenschappen veldlopen, met een zevende plaats in 1983 in Gateshead als beste resultaat.
In 1984 nam ze begin januari deel aan de halve marathon van Egmond waar ze, ondanks de stormachtige wind en een enkele hagelbui, samen met haar landgenotes Marie-Christine Deurbroeck en Magda Ilands bij de vrouwen de dienst uitmaakte. Het drietal finishte in genoemde volgorde, waarbij Peeters met haar tijd van 1:18.20 in Egmond de op een na snelste tijd ooit realiseerde. Na afloop  verklaarde ze tevreden een goede test te hebben gelopen in het kader van de komende veldloopkampioenschappen.
Enkele maanden later werd Francine Peeters voor de derde maal Belgisch kampioene veldlopen, waarna zij kort daarna bij de WK veldlopen in het New York als twaalfde finishte. In het seizoen 1983-84 won ze ook de eerste editie van de Crosscup voor vrouwen.
In datzelfde jaar nam Peeters deel aan de marathon op de Olympische Spelen van 1984 in Los Angeles, waarin ze 29e werd.

## Belgische kampioenschappen
| Onderdeel | Jaar             |
| --------- | ---------------- |
| 3000 m    | 1983             |
| veldlopen | 1979, 1983, 1984 |

## Persoonlijke records
| Onderdeel | Prestatie | Datum        | Plaats    |
| --------- | --------- | ------------ | --------- |
| 3000 m    | 9.00,68   | 20 juli 1986 | Luxemburg |
| 5000 m    | 15.38,17  | 9 juli 1983  | Oslo      |
| marathon  | 2:34.53   | 1 mei 1984   | Peer      |

## Palmares

### 1500 m
- 1975: 5e EK junioren U20 in Athene – 4.23,5

### 3000 m
- 1975:  BK AC – 9.26,6
- 1980:  BK AC – 9.26,5
- 1981:  BK AC – 9.23,25
- 1983:  BK AC – 9.10,49
- 1983:  World Games in Helsinki - 9.04,02
- 1985:  BK AC - 9.14,98

### 6 km
- 1983:  Corrida van Houilles – 20.26

### 10.000 m
- 1988:  BK AC - 33.46,5

### 10 Eng. mijl
- 1983:  Grand Prix von Bern – 56.02

### 20 km
- 1988:  20 km van Brussel – 1:08.03

### halve marathon
- 1984:  halve marathon van Egmond - 1:18.20
- 1985:  halve marathon van Egmond - 1:23.48

### marathon
- 1984:  BK AC in Peer – 2:34.53
- 1984: 29e OS – 2:42.22
- 1988:  marathon van Brussel – 2:44.12

### veldlopen
- 1977: 4e BK in Sint-Katelijne-Waver - 15.22
- 1977: 63e WK in Düsseldorf - 19.20
- 1979:  BK in Wingene - 16.19
- 1979: 60e WK in Limerick
- 1980:  BK in Vorselaar
- 1980: 51e WK in Parijs - 16.59
- 1981:  BK in Vorselaar
- 1981: 41e WK in Madrid
- 1982: 63e WK in Rome
- 1982:  Duindigtcross (3 km) - 10.58,1
- 1983:  BK in Vorselaar - 17.22
- 1983: 7e WK in Gateshead - 14.03
- 1984:  BK in Heusden Zolder - 16.57
- 1984: 12e WK in East Rutherford - 16.26
- 1984:  Crosscup
- 1985: 63e WK in Lissabon
- 1986: 68e WK in Neuchâtel - 16.06,0

## Onderscheidingen
- 1983: Grote Feminaprijs van de KBAB